# Aire d'attraction de Villeneuve-sur-Lot
L'aire d'attraction de Villeneuve-sur-Lot est un zonage d'étude défini par l'Insee pour caractériser l’influence de la commune de Villeneuve-sur-Lot sur les communes environnantes. Publiée en octobre 2020, elle se substitue à l'aire urbaine de Villeneuve-sur-Lot, qui comportait 26 communes dans le dernier zonage qui remontait à 2010.

## Définition
L'aire d'attraction d'une ville est composée d’un pôle, défini à partir de critères de population et d’emploi ainsi que d’une couronne constituée des communes dont au moins 15 % des actifs travaillent dans le pôle. Le pôle d’attraction constitue ainsi un point de convergence des déplacements domicile-travail,.

## Type et composition
L’aire d'attraction de Villeneuve-sur-Lot est une aire inter-régionale qui comporte 34 communes : 33 situées en Lot-et-Garonne et 1 dans le Tarn-et-Garonne (Valeilles).
Elle est catégorisée dans les aires de 50 000 à moins de 200 000 habitants, une catégorie qui regroupe 25,3 % de la population de Nouvelle-Aquitaine et 18,5 % au niveau national.

### Carte

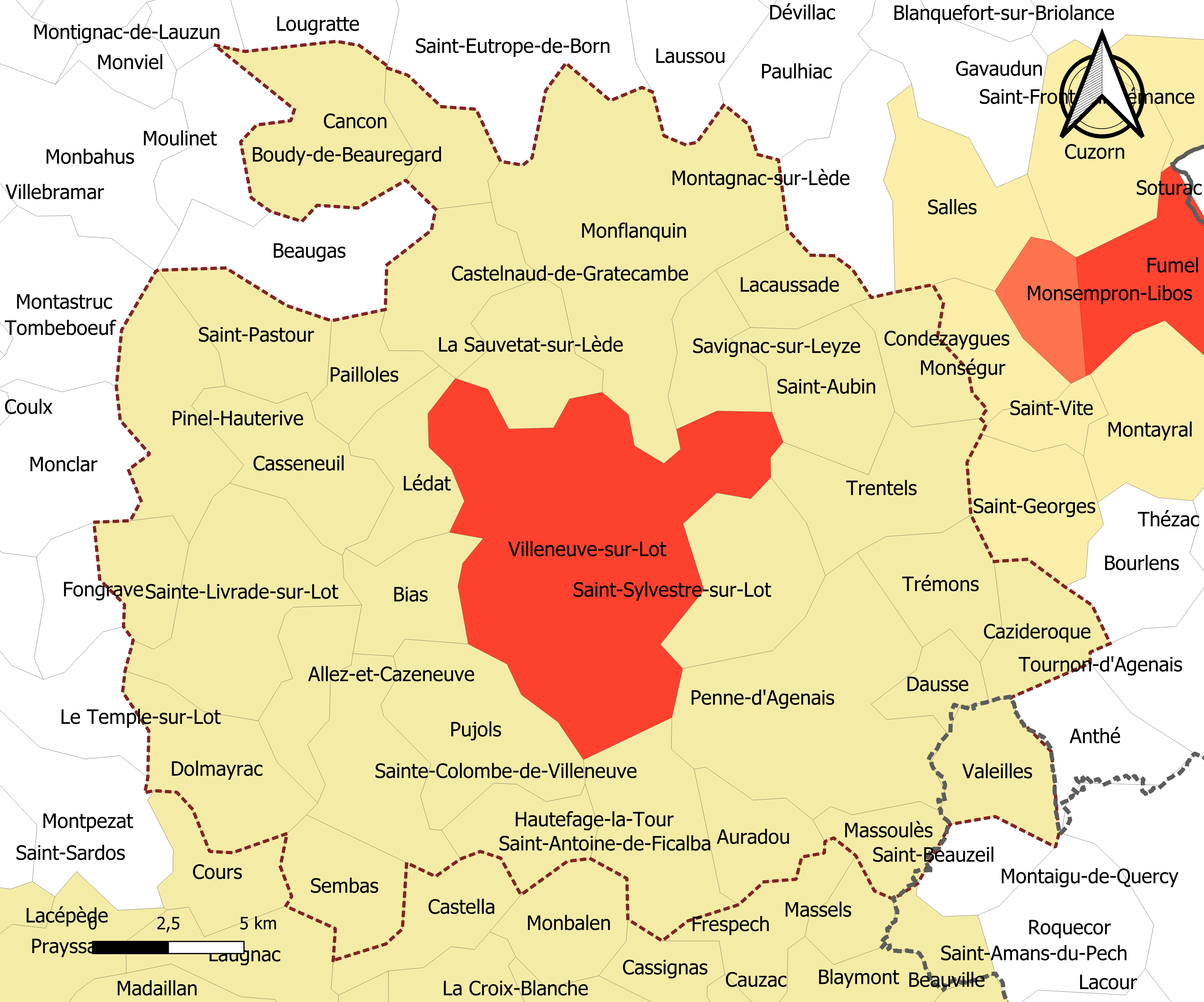
Carte de l'aire d'attraction de Villeneuve-sur-Lot.
Commune-centre
Commune de la couronne

### Composition communale
| Nom                                 | Code Insee | Département     | Statut                 | Superficie (km2) | Population (dernière pop. légale) | Densité (hab./km2) | Modifier                                    |
| ----------------------------------- | ---------- | --------------- | ---------------------- | ---------------- | --------------------------------- | ------------------ | ------------------------------------------- |
| Villeneuve-sur-Lot (commune-centre) | 47323      | Lot-et-Garonne  | commune-centre         | 81,32            | 22 004 (2022)                     | 271                | modifier les données · modifier les données |
| Allez-et-Cazeneuve                  | 47006      | Lot-et-Garonne  | commune de la couronne | 10,69            | 609 (2022)                        | 57                 | modifier les données · modifier les données |
| Auradou                             | 47017      | Lot-et-Garonne  | commune de la couronne | 11,17            | 419 (2022)                        | 38                 | modifier les données · modifier les données |
| Bias                                | 47027      | Lot-et-Garonne  | commune de la couronne | 12,29            | 2 965 (2022)                      | 241                | modifier les données · modifier les données |
| Boudy-de-Beauregard                 | 47033      | Lot-et-Garonne  | commune de la couronne | 10,07            | 397 (2022)                        | 39                 | modifier les données · modifier les données |
| Cancon                              | 47048      | Lot-et-Garonne  | commune de la couronne | 24,49            | 1 366 (2022)                      | 56                 | modifier les données · modifier les données |
| Casseneuil                          | 47049      | Lot-et-Garonne  | commune de la couronne | 18,09            | 2 340 (2022)                      | 129                | modifier les données · modifier les données |
| Castelnaud-de-Gratecambe            | 47055      | Lot-et-Garonne  | commune de la couronne | 17,23            | 516 (2022)                        | 30                 | modifier les données · modifier les données |
| Cazideroque                         | 47064      | Lot-et-Garonne  | commune de la couronne | 11,94            | 246 (2022)                        | 21                 | modifier les données · modifier les données |
| Dausse                              | 47079      | Lot-et-Garonne  | commune de la couronne | 6,94             | 537 (2022)                        | 77                 | modifier les données · modifier les données |
| Dolmayrac                           | 47081      | Lot-et-Garonne  | commune de la couronne | 19,40            | 714 (2022)                        | 37                 | modifier les données · modifier les données |
| Hautefage-la-Tour                   | 47117      | Lot-et-Garonne  | commune de la couronne | 20,75            | 1 028 (2022)                      | 50                 | modifier les données · modifier les données |
| Lacaussade                          | 47124      | Lot-et-Garonne  | commune de la couronne | 10,28            | 208 (2022)                        | 20                 | modifier les données · modifier les données |
| Lédat                               | 47146      | Lot-et-Garonne  | commune de la couronne | 12,43            | 1 430 (2022)                      | 115                | modifier les données · modifier les données |
| Massoulès                           | 47162      | Lot-et-Garonne  | commune de la couronne | 7,86             | 201 (2022)                        | 26                 | modifier les données · modifier les données |
| Monflanquin                         | 47175      | Lot-et-Garonne  | commune de la couronne | 62,21            | 2 358 (2022)                      | 38                 | modifier les données · modifier les données |
| Monségur                            | 47178      | Lot-et-Garonne  | commune de la couronne | 10,99            | 400 (2022)                        | 36                 | modifier les données · modifier les données |
| Pailloles                           | 47198      | Lot-et-Garonne  | commune de la couronne | 9,16             | 314 (2022)                        | 34                 | modifier les données · modifier les données |
| Penne-d'Agenais                     | 47203      | Lot-et-Garonne  | commune de la couronne | 46,71            | 2 495 (2022)                      | 53                 | modifier les données · modifier les données |
| Pinel-Hauterive                     | 47206      | Lot-et-Garonne  | commune de la couronne | 21,77            | 572 (2022)                        | 26                 | modifier les données · modifier les données |
| Pujols                              | 47215      | Lot-et-Garonne  | commune de la couronne | 24,98            | 3 776 (2022)                      | 151                | modifier les données · modifier les données |
| Saint-Antoine-de-Ficalba            | 47228      | Lot-et-Garonne  | commune de la couronne | 10,93            | 714 (2022)                        | 65                 | modifier les données · modifier les données |
| Saint-Aubin                         | 47230      | Lot-et-Garonne  | commune de la couronne | 18,51            | 389 (2022)                        | 21                 | modifier les données · modifier les données |
| Sainte-Colombe-de-Villeneuve        | 47237      | Lot-et-Garonne  | commune de la couronne | 18,92            | 498 (2022)                        | 26                 | modifier les données · modifier les données |
| Saint-Étienne-de-Fougères           | 47239      | Lot-et-Garonne  | commune de la couronne | 9,90             | 862 (2022)                        | 87                 | modifier les données · modifier les données |
| Sainte-Livrade-sur-Lot              | 47252      | Lot-et-Garonne  | commune de la couronne | 30,94            | 6 518 (2022)                      | 211                | modifier les données · modifier les données |
| Saint-Pastour                       | 47265      | Lot-et-Garonne  | commune de la couronne | 14,52            | 377 (2022)                        | 26                 | modifier les données · modifier les données |
| Saint-Sylvestre-sur-Lot             | 47280      | Lot-et-Garonne  | commune de la couronne | 21,27            | 2 388 (2022)                      | 112                | modifier les données · modifier les données |
| La Sauvetat-sur-Lède                | 47291      | Lot-et-Garonne  | commune de la couronne | 14,14            | 638 (2022)                        | 45                 | modifier les données · modifier les données |
| Savignac-sur-Leyze                  | 47295      | Lot-et-Garonne  | commune de la couronne | 11,38            | 317 (2022)                        | 28                 | modifier les données · modifier les données |
| Sembas                              | 47297      | Lot-et-Garonne  | commune de la couronne | 12,51            | 142 (2022)                        | 11                 | modifier les données · modifier les données |
| Trémons                             | 47314      | Lot-et-Garonne  | commune de la couronne | 13,49            | 404 (2022)                        | 30                 | modifier les données · modifier les données |
| Trentels                            | 47315      | Lot-et-Garonne  | commune de la couronne | 19,47            | 866 (2022)                        | 44                 | modifier les données · modifier les données |
| Valeilles                           | 82185      | Tarn-et-Garonne | commune de la couronne | 13,75            | 244 (2022)                        | 18                 | modifier les données · modifier les données |